# Kondalwādi
Kondalwādi är en ort i Indien.   Den ligger i distriktet Nanded och delstaten Maharashtra, i den centrala delen av landet, 1 100 km söder om huvudstaden New Delhi. Kondalwādi ligger 361 meter över havet och antalet invånare är 14 770.
Terrängen runt Kondalwādi är platt. Runt Kondalwādi är det tätbefolkat, med 427 invånare per kvadratkilometer. Närmaste större samhälle är Dharmābād, 12,5 km nordost om Kondalwādi. Trakten runt Kondalwādi består till största delen av jordbruksmark.